# I Am Machine
«I Am Machine» —en español: «Soy Máquina»— es el segundo sencillo de la banda canadiense de metal alternativo Three Days Grace con el nuevo cantante Matt Walst. La canción se incluye dentro de su quinto trabajo de estudio Human.

## Significado
En una entrevista con el baterista Neil Sanderson, él habló acerca de este sencillo, "Musicalmente, queríamos crear un sonido maquinal en algunas partes de la canción. Nos inspiramos en las imágenes de la escena inicial de Tim Burton de Edward Scissorhands... máquinas implacables girando y produciendo, sin dejar de operar. Líricamente, la canción es acerca de cómo a veces se siente como si estuvieras en una rutina sin fin y no puedes escapar... empiezas a sentirse paralizado con el mundo que te rodea, mientras anhelas simplemente sentir algo, alguna emoción".

## Video musical
El mismo fue lanzado en su cuenta de YouTube el 28 de septiembre de 2014.

## Posicionamiento en listas
| País                  | Lista (2014) | Mejor posición |
| --------------------- | ------------ | -------------- |
| Canadá                | Canada Rock  | 18             |
| Estados Unidos        |              |                |
| Rock Songs            | 20           |                |
| Rock Airplay          | 12           |                |
| Mainstream Rock Songs | 1            |                |

## Certificaciones
| País           | Organismo certificador | Certificación | Ventas certificadas | Ref.  |
| -------------- | ---------------------- | ------------- | ------------------- | ----- |
| Canadá         | Music Canada           | Oro           | 40 000              | [ 5 ] |
| Estados Unidos | RIAA                   | Oro           | 500 000             | [ 6 ] |